# Krinichanske
Krinichanske (en ucraniano: Криничанське, romanizado: Krynychanske; en ruso: Криничанское, romanizado: Krinichanskoye) es un asentamiento urbano ucraniano perteneciente al óblast de Lugansk. Situado en el este del país, hasta 2020 era parte del área municipal de Kírovsk, pero hoy es parte del raión de Alchevsk y del municipio (hromada) de Golubivka. Sin embargo, según el sistema administrativo ruso que ocupa y controla la región, Krinichanske pertenece al municipio de Kírovsk. Durante la era soviética y hasta 2016, cuando se cambió su denominación de acuerdo con las leyes de descomunización de Ucrania, se llamaba Chervonogvardiske (en ucraniano: Червоногвардійське, romanizado: Chervonohvardiske; en ruso: Червоногвардейское, romanizado: Chervonogvardiskoye).
El asentamiento se encuentra ocupada por Rusia desde la guerra del Dombás, siendo administrada como parte de la de facto República Popular de Lugansk.

## Geografía
Krinichanske está 9 km al sureste de Golubivka y 40 km al oeste de Lugansk.

## Historia
Krinichanske se fundó en 1948 como asentamiento de Krinichanski (en ucraniano: Криничанський) como asentamiento de trabajadores de la cercana mina de carbón Krinichanskaya-Yuzhnaya.
Entre 1953 y 1965 se llamó Krasnogvardeisk (en ucraniano: Красногвардейськ) y se elevó a un asentamiento de tipo urbano en 1953. Hasta 1962, el pueblo pertenecía al raión de Frunze (hoy en día Sentianivka) del óblast de Lugansk hasta la formación en 1962 de la ciudad de Kirovsk. En 1978, la base de la economía del pueblo era la minería del carbón y una bodega
Desde el verano de 2014, durante la guerra del Dombás, el lugar ha estado en manos de la autoproclamada República Popular de Lugansk.

## Demografía
La evolución de la población de Krinichanske entre 1989 y 2022 fue la siguiente:
| 2458                                                          | 1799 | 1444 | 1390 | 1338 | 1323 |
| (Fuente: Cities & Towns of Ukraine y UKRAINE: Größere Städte) |      |      |      |      |      |

Según el censo de 2001, la lengua materna de la mayoría de los habitantes, el 84,55%, es el ruso; del 15,45% es el ucraniano.

## Infraestructura

### Transporte
La localidad está ubicada a 10 km de la estación de tren Sentianovka (en la línea Rodakove-Limán).